# 小南站
小南站是曾经位于今吉林省长春市宽城区团山街道小南村的一个铁路车站，邮政编码130121。车站距离长春站7公里，隶属沈阳铁路局，是三等站。
作为长白铁路工程的一部分，车站建于1935年9月，和原京滨铁路接轨。小南站建成后，奉天经新京往哈尔滨的列车可直接在新京站东经新建路线和本站北上，无需换向。后因第二次国共内战影响，长白铁路小南至前郭的路轨于1946年拆除，1971年修复:56。1999年，小南站以东的大型编组站——长春北站启用后，京哈铁路线上的列车不由小南站通过，小南站只作为长白铁路线上的车站。2009年，长白铁路扩能改造工程新建小合隆至长春北站线路进入长春铁路枢纽，小南站被撤销，车站站楼和轨道被拆除。